# Профессия (повесть)
«Профессия» (англ. Profession) — научно-фантастическая повесть американского писателя Айзека Азимова, впервые опубликованная в июле 1957 года журналом Astounding Science Fiction, позднее повесть была издана в сборнике «Девять завтра» (англ. Nine tomorrows) 1959 года. Перевод на русский язык — С. Васильевой.

## О произведении
Автор представляет централизованное земное общество шестьдесят шестого века, в котором дети обучаются практически мгновенным прямым взаимодействием компьютера и мозга, процессом, известным как запись на ленту. Эта система похожа на нейрокомпьютерный интерфейс, концепцию, позже исследованную Артуром Кларком. Помимо обучения своих людей таким образом, Земля также поставляет образованных профессионалов на другие планеты, внешние миры.
Генри Уорд Бичер заявил:
Чтобы стать способным и успешным человеком в любой профессии, необходимы три вещи: природа, учёба и практика.
Оригинальный текст (англ.)To become an able and successful man in any profession, three things are necessary, nature, study and practice.
Нужно иметь природу, чтобы хотеть понять какую-либо область профессии, способность учиться и узнавать об этой области и желание постоянно практиковаться, чтобы стать профессионалом. Повесть Айзека Азимова «Профессия» раскрывает эту тему, показывая, что способность думать, учиться, внедрять инновационные решения и стремиться улучшить профессию — всё это делает профессионал, а не его звание.
Повесть «Профессия» включена в обучающую школьную программу и рассматривается в учебнике английского языка 11-го класса, а также американских университетах для студентов, пишущих диссертации на тему «адаптации людей к социальным изменениям, обусловленным технологическим прогрессом».
Профессор В. С. Юркевич считает сюжет повести «наиболее отчётливой» демонстрацией идеи развивающего дискомфорта, позже нашедшей применение в практике провоцирующей психотерапии Фрэнка Фаррелли:
Как ни странно, в наиболее отчётливом виде идею развивающего дискомфорта в педагогическом варианте мы обнаружили только в повести известного фантаста Айзека Азимова «Профессия». Там психологи, работая с особо одарённым ребёнком, фактически провоцируют ситуацию тяжёлого эмоционального кризиса именно для того, чтобы способствовать резкому изменению его личности, в полной мере выявить его творческие способности. Наверное, нелишне заметить, что знаменитый автор этой великолепной повести в детстве был самым настоящим вундеркиндом.

## Сюжет
Процесс образования, выбора и получения профессии претерпел в далёком будущем коренные изменения. Вместо долгого процесса обучения по книгам и на практике людям за минуты записывают в мозг нужные знания с помощью специальной машины и обучающих лент. В восьмилетнем возрасте каждого ребёнка таким образом обучают чтению и письму. До 18 лет он живёт с родителями, ничему не учась. Затем его подвергают машинным тестам, по результатам которых определяют наиболее подходящую профессию, и записывают в мозг необходимые знания. Свободного выбора профессии нет, решение машин окончательно и обжалованию не подлежит. Ещё через полтора года юноша или девушка участвует в Олимпиаде — соревновании молодых специалистов в каждой профессии. В зависимости от своих результатов на Олимпиаде он получает более или менее престижное место работы. Существующее положение дел устраивает всех. Молодые люди до начала профессионального образования совершенно не пытаются понять, что больше всего их интересует в мире, но с нетерпением ждут дня, когда им объявят результаты тестов и их будущую судьбу.
Но главный герой Джордж Плейтен ещё в «школьные» годы почему-то решил, что ему интересна профессия программиста. Он пытается самостоятельно постичь по книгам основы этой работы, надеясь, что это может повлиять на результаты тестов. Но стать программистом Джорджу не удаётся: по результатам тестов его признают непригодным к машинному обучению («ваш мозг не подходит для наложения знаний») и, следовательно, ни к одной профессии. Джордж шокирован, подозревает врача в подтасовке результатов из личной неприязни и в состоянии аффекта попадает в приют для слабоумных, где содержатся такие же молодые люди без профессии. Там они пытаются учиться древним способом с помощью книг и учителей, тратя месяцы на то, что остальные узнают за один сеанс.
Через полтора года Джордж по-прежнему видит себя жертвой ошибки и не может согласиться со своим диагнозом. Он совершает побег и отправляется на Олимпиаду. Ему удаётся осуществить свой план — познакомиться с кем-нибудь из высокопоставленных чиновников, кто согласится его выслушать и, может быть, изменить его участь. Джордж делится с ним тем, к чему давно уже пришёл и чему увидел подтверждение на «Олимпиаде» — машинное образование при всех его достоинствах лишает человека творческого подхода к профессии, заглушает способность самостоятельно мыслить и совершенствоваться. В итоге ему становится ясно, что с самого начала побега он находится под наблюдением. Его возвращают в приют, но объясняют, что здесь собраны вовсе не слабоумные, что он один из тех, кто сохранил способность к самостоятельному мышлению, новым открытиям и изобретениям и продвигает научно-технический прогресс.
— Теперь-то я это понимаю, — сказал Джордж, — до того ясно, что только удивляюсь, каким я был слепым. В конце концов, кто изобретает новые модели механизмов, для которых нужны новые модели специалистов? Кто, например, изобрёл спектрограф Бимена? По-видимому, человек по имени Бимен. Но он не мог получить образование через зарядку, иначе ему не удалось бы продвинуться вперёд. А кто создаёт образовательные ленты? Специалисты по производству лент? А кто же тогда создаёт ленты для их обучения? Специалисты более высокой квалификации? А кто создаёт ленты… Ты понимаешь, что я хочу сказать. Где-то должен быть конец. Где-то должны быть мужчины и женщины, способные к самостоятельному мышлению.
В конце Джордж узнает точное название этого приюта — «Институт высшего образования».